# Kaj Stenvall
Kaj Kristian Stenvall (n. 25 de diciembre de 1951 en Tampere) es un artista finlandés que se volvió famoso internacionalmente, cuando iniciaba su carrera en 1989, por pintar lo que el describe como "a very familiar looking duck" «un pato de aspecto muy familiar». Constantemente se hace referencia al parecido de esta obra con el personaje de Donald Duck de Disney. En agosto de 2009, lanzó junto a VEEN y Harrods una nueva campaña de VEEN Art. Todos los fondos recaudados y la pintura de Kaj Stenvall llamada VEEN Art fueron donados al Hospital de Londres de la calle Ormond para niños (London's Great Ormond Street Hospital for Children) el 1 de octubre de 2009.
Stenvall recibió su instrucción como artista en la escuela Turun taideyhdistyksen piirustuskoulu/Åbo ritskola (Turku, Finlandia) de 1971 a 1974. Actualmente tiene una galería de arte en Helsinki. 